# Comuna Mariestad
Mariestad (Mariestads kommun) este o comună din comitatul Västra Götalands län, Suedia, cu o populație de 23.870 locuitori (2013).

## Geografie

### Zone urbane
Lista celor mai mari zone urbane din comună (anul 2015) conform Biroului Central de Statistică al Suediei:
| Nr | Zona urbană | Pop.   |
| -- | ----------- | ------ |
| 1  | Mariestad   | 16.122 |
| 2  | Ullervad    | 885    |
| 3  | Lugnås      | 641    |
| 4  | Lyrestad    | 474    |
| 5  | Sjötorp     | 437    |

## Demografie
| \| Evoluția demografică în comuna Mariestad, 1970–2015 \| Evoluția demografică în comuna Mariestad, 1970–2015 \| Evoluția demografică în comuna Mariestad, 1970–2015 \| Evoluția demografică în comuna Mariestad, 1970–2015 \| Evoluția demografică în comuna Mariestad, 1970–2015 \| \| ----------------------------------------------------------------------------------------------------- \| --------------------------------------------------- \| --------------------------------------------------- \| --------------------------------------------------- \| --------------------------------------------------- \| \| An \| \| \| Locuitori \| \| \| 1970 \| 1970 \| \| 24805 \| 24805 \| \| 1975 \| 1975 \| \| 24686 \| 24686 \| \| 1980 \| 1980 \| \| 24413 \| 24413 \| \| 1985 \| 1985 \| \| 24175 \| 24175 \| \| 1990 \| 1990 \| \| 24682 \| 24682 \| \| 1995 \| 1995 \| \| 24700 \| 24700 \| \| 2000 \| 2000 \| \| 23800 \| 23800 \| \| 2005 \| 2005 \| \| 23895 \| 23895 \| \| 2010 \| 2010 \| \| 23741 \| 23741 \| \| 2015 \| 2015 \| \| 24043 \| 24043 \| \| Sursa: SCB - Statistika Centralbyrån, Folkmängd efter region, civilstånd, ålder och kön. År 1968–2016 \| \| \| \| \| |      |  |           |       |
| Evoluția demografică în comuna Mariestad, 1970–2015 |      |  |           |       |
| An |      |  | Locuitori |       |
| 1970 | 1970 |  | 24805     | 24805 |
| 1975 | 1975 |  | 24686     | 24686 |
| 1980 | 1980 |  | 24413     | 24413 |
| 1985 | 1985 |  | 24175     | 24175 |
| 1990 | 1990 |  | 24682     | 24682 |
| 1995 | 1995 |  | 24700     | 24700 |
| 2000 | 2000 |  | 23800     | 23800 |
| 2005 | 2005 |  | 23895     | 23895 |
| 2010 | 2010 |  | 23741     | 23741 |
| 2015 | 2015 |  | 24043     | 24043 |
| Sursa: SCB - Statistika Centralbyrån, Folkmängd efter region, civilstånd, ålder och kön. År 1968–2016 |      |  |           |       |